# スレム郡

スレム郡

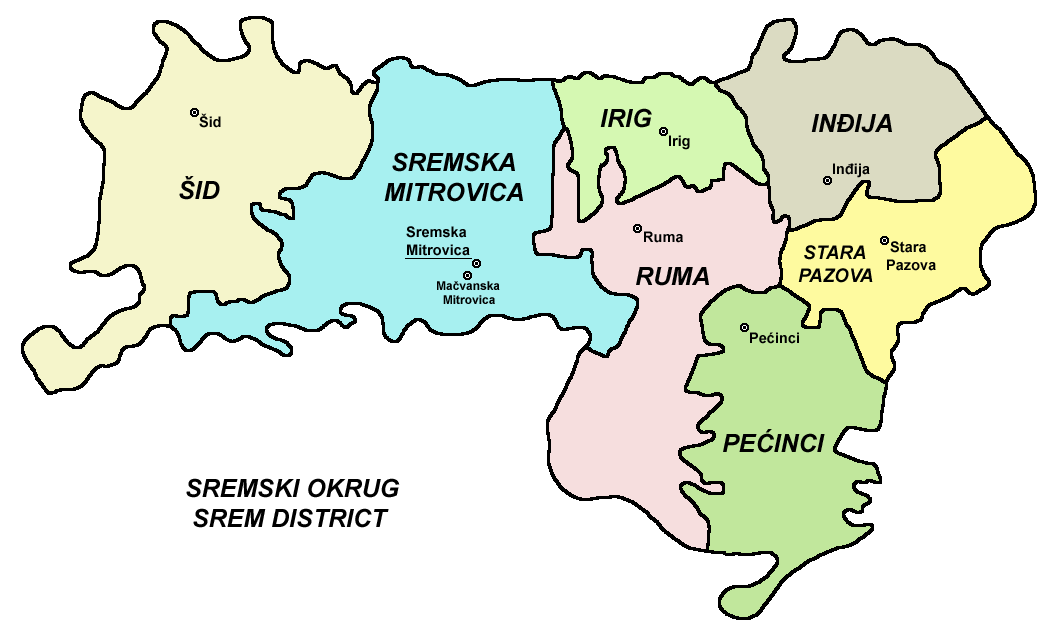
スレム郡の基礎自治体

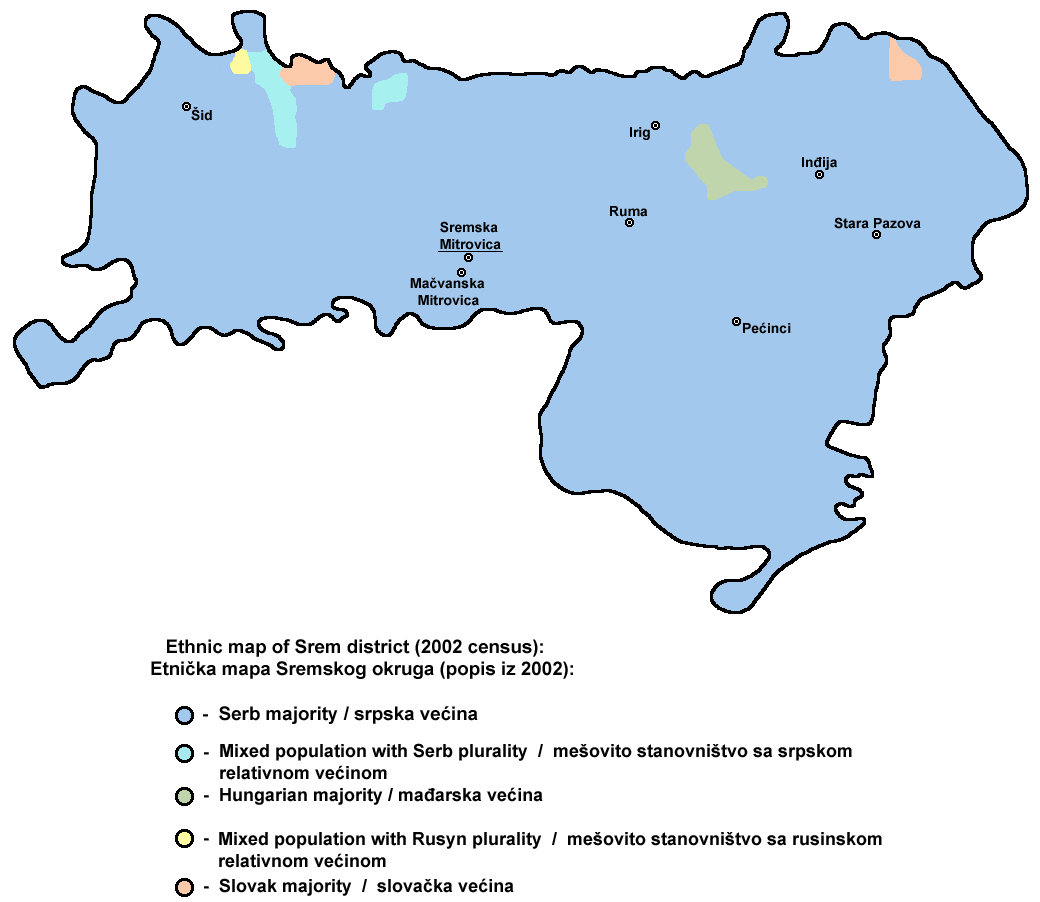

Сремски округ
Sremski okrug

スレム郡（スレムぐん、セルビア語: Сремски округ,クロアチア語: Srijemski okrug,ハンガリー語: Szerémségi Körzet,スロバキア語: Sriemski okres,ルーマニア語: Districtul Srem,パンノニア・ルシン語:Сримски окрух）はセルビア北西部ヴォイヴォディナ自治州、スレム地方に位置する郡で、2022年の国勢調査による人口は282,547人であった。行政の中心都市（郡都）はスレムスカ・ミトロヴィツァである。

## 基礎自治体
スレム郡は7つの基礎自治体により構成されている。
- シド（Šid）
- インジヤ（Inđija）
- スレムスカ・ミトロヴィツァ（Sremska Mitrovica）
- イリグ（Irig）
- ルマ（Ruma）
- スタラ・パゾヴァ（Stara Pazova）
- ペチンツィ（Pećinci）

## 民族構成
- セルビア人 (84.51%)
- クロアチア人 (3.13%)
- スロバキア人 (2.78%)
- ユーゴスラビア人(1.52%)
- ハンガリー人 (1.26%)
- ロマ (1.04%)

## 文化
フルシュカゴラ（Fruška Gora）にある修道院群は、この地域の偉大な文化的財産となっている。セルビア正教会のグルゲテグ修道院（Grgeteg monastery）は1471年からヤザク修道院（Jazak monastery）は1522年からある。
クルシェドル修道院（Krušedol Monastery）はヴォイヴォディナ絵画の宝庫で、1514年に正教の司教であるマクシム・ブランコヴィッチと彼の母であるアンジェリナの寄付により設立された。ノヴォ・ホポヴォ修道院（Novo Hopovo Monastery ）は教会建築とフレスコで特に興味をひき付ける。最初に建てられたのは明らかでないが、文書によれば1641年に最初に記録が見られ、1765年に再建されている。

## 経済
スレムスカ・ミトロヴィツァにあるMatrozではセルロースや紙を製造しており、1 novembarでは家具を製造し主要な経済の役割を担っている。